# 119 km (obwód leningradzki)
119 km (ros. 119 км) – przystanek kolejowy w miejscowości Wołchow, w rejonie wołchowskim, w obwodzie leningradzkim, w Rosji. Położony jest na linii Petersburg - Mga - Wołchow.